# Alishan-Gebirge
Das Alishan-Gebirge (chinesisch 阿里山山脈, Pinyin Ālǐ Shān Shānmài) ist ein Gebirge in der zentralen südlichen Region von Taiwan. Es ist durch den Fluss Qishan (旗山溪; Qíshān Xī) getrennt vom Yushan-Gebirge, dem höchsten Gebirge Taiwans, welches sich östlich des Alishan  erhebt. Der höchste Gipfel des Alishan ist der Data Shan (大塔山) mit 2663 m.

## Name
Der Name Ali Shan geht möglicherweise zurück auf das Wort „Alit“, welche in verschiedenen Sprachen der Indigenen Völker Taiwans „Berg der Ahnen“ bedeutet.
Beim Volk der Tsou wird der Name  mit Jarissang wiedergegeben.

## Geographie

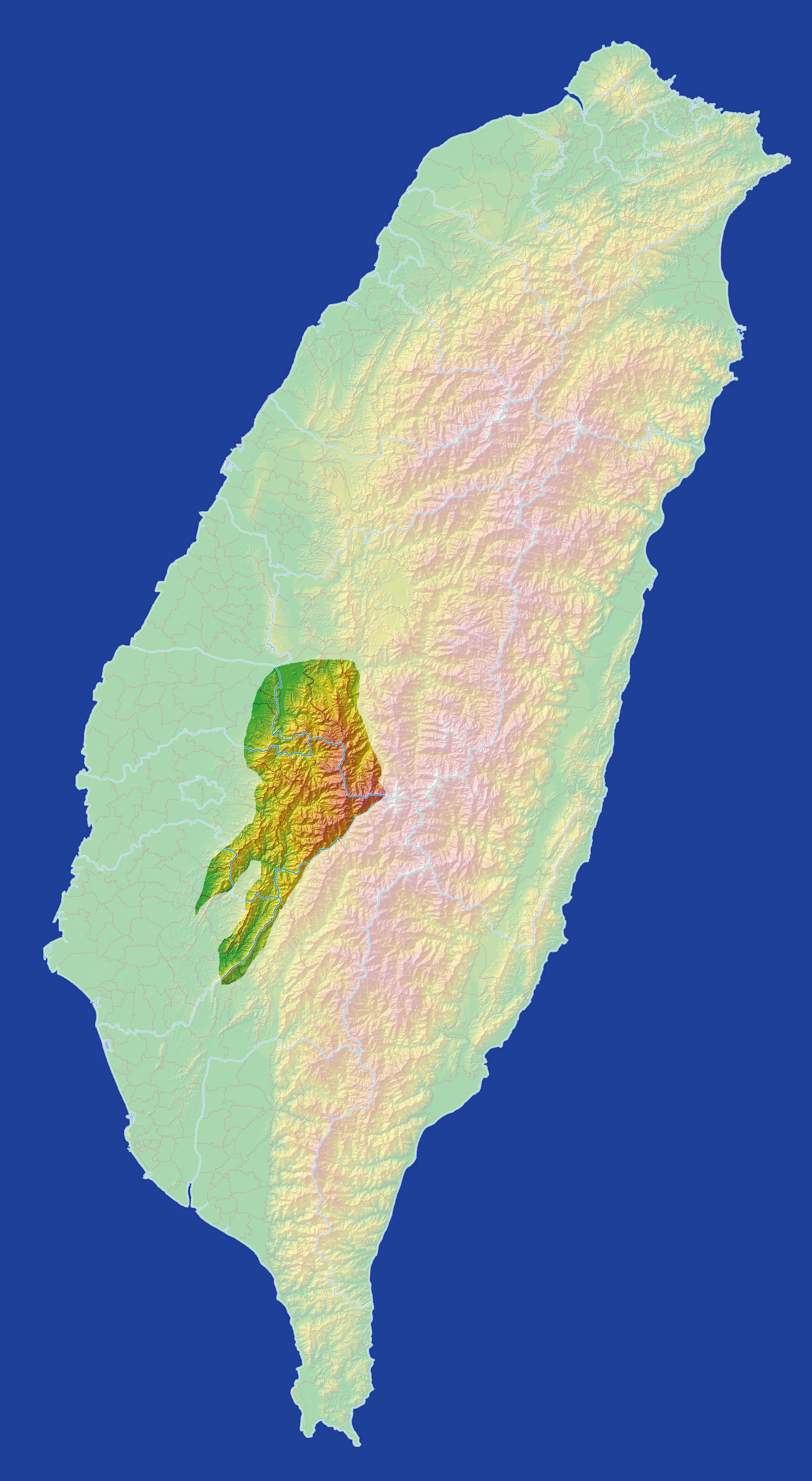
Alishan-Gebirge in Taiwan

Die Alishan-Berge weisen einen „sinianischen Trend“ (Nordost-Südwest-Trend) auf, einschließlich des hügeligen Gebiets an seinem westlichen Ende. Das Gebirge erstreckt sich über die Gebiete von 6 Landkreisen: Landkreis Nantou, Landkreis Yunlin, Landkreis Chiayi, sowie die Städte Chiayi, Tainan und Kaohsiung.

### Gemeinden
In den sechs Landkreisen und Städten gibt es 13 Gemeinden, 2 Kleinstädte, 1 Kreisstadt und 22 Stadtbezirke. Der Landkreis Nantou, der Landkreis Chiayi und die Stadt Kaohsiung liegen im Bereich der steilsten Berge und der höchsten Gipfel.
- Landkreis Nantou, 4 Gemeinden: Zhushan (竹山鎮), Lugu (鹿谷鄉), Shuili (水里鄉) und Xinyi (信義鄉).
- Landkreis Yunlin: Linnei (林內鄉), Douliu (斗六市) und Gukeng.
- Kreis Chiayi, 9 Gemeinden: Dalin (大林鎮), Minxiong (民雄鄉), Zhuqi (竹崎鄉), Meishan (梅山鄉), Alishan (阿里山鄉), Dapu (大埔鄉), Fanlu (番路鄉), Zhongpu (中埔鄉) und Shuishang (水上鄉).
- Stadt Chiayi: Chiayi-Ostbezirk.
- Stadt Tainan, 14 Bezirke: Bezirk Baihe (白河區), Bezirk Dongshan (東山區), Bezirk Liuying (柳營區), Bezirk Liujia (六甲區), Bezirk Guantian (官田區), Bezirk Danei (大內區), Bezirk Yujing (玉井區), Bezirk Nanxi (楠西區), Bezirk Shanshang (山上區), Bezirk Xinhua (新化區), Bezirk Guanmiao (關廟區), Bezirk Longqi (龍崎區), Bezirk Zuozhen (左鎮區) und Bezirk Nanhua (南化區).
- Stadt Kaohsiung, 7 Bezirke: Bezirk Namaxia (那瑪夏區), der Bezirk Jiaxian (甲仙區), der Bezirk Shanlin (杉林區), der Bezirk Qishan (旗山區), der Bezirk Neimen (內門區), Bezirk Tianliao (田寮區) und der Bezirk Yanchao (燕巢區)

### Höchste Gipfel
Im Alishan gibt es keine Gipfel, die höher als 3.000 Meter sind, daher wird keiner seiner Gipfel in der Liste der 100 höchsten Berge Taiwans genannt. Aufgrund einer großen Verwerfung, die durch die Ostseite verläuft, ist der Osthang steil und der Westhang sanft.
In den Alishan-Bergen gibt es mehr als 20 Gipfel mit einer Höhe von über 2000 m. Von Nord nach Süd sind dies:
- Lingtoushan (嶺頭山, 2025 m)
- Shishuishan (石水山, 2892 m, der höchste Gipfel)
- Lulinshan (Alishan) (鹿林山, 2881 m)
- Lulinqian (鹿林前峰, 2862 m)
- Linzhishan (Alishan) (麟趾山, 2854 m)
- Jin Gansu Shan (金甘樹山, 2091 m)
- Wuchalunshan (五叉崙山, 2187 m)
- Shizitou Shan (獅子頭山, 2104 m, „Löwenkopfberg“)
- Luqushan (Alishan) (鹿屈山, 2288 m)
- Wusonghang Shan (烏松坑山, 2268 m)
- Sungshan (松山, 2557 m)
- Xiaotashan (小塔山, 2136 m, „Kleiner Turmberg“)
- Datashan (大塔山, 2663 m)
- Qiantashan (前塔山, 2484 m, „Vorderer Turmberg“)
- Duigaoshan (對高山, 2405 m)
- Zhushan (Alishan) (祝山, 2489 m)
- Xiaoliyuan Shan (小笠原山, 2488 m)
- Zizhongshan (自忠山, 2606 m)
- Dongshuishan (東水山, 2611 m) Quellgebiet des Flusses Zengwen (曾文溪).
- Beixiashan (北霞山, 2472 m)
- Xiashan (Alishan) (霞山, 2400 m)
- Jizishan (雞子山, 2398 m)
- Maimaishan (脉脉山, 2322 m)
- Tanaikushan (塔乃庫山, 2033 m)
- Pengyushan (棚育山, 2065 m)
- Hangjishan (棚機山, 2264 m)

### Gewässer
Die wichtigsten Flüsse und ihre Stauseen, die aus dem Alishan-Gebirge stammen:
- Beigang Xi (北港溪): Hushan-Reservoir (湖山水庫)
- Puzi Xi (朴子溪): Neipuzi-Stausee (內埔子水庫)
- Bazhang Xi (八掌溪): Renyitan-Stausee (仁義潭水庫), Lantan-Stausee (蘭潭水庫), Luliao-Stausee (鹿寮水庫)
- Jishui Xi (急水溪): Baihe-Stausee (白河水庫), Deyuanpi-Stausee (德元埤水庫)
- Zengwen Xi (曾文溪): Zengwen-Stausee (曾文水庫), Nanhua-Stausee (南化水庫), Jingmian-Stausee (鏡面水庫), Wushantou-Stausee (烏山頭水庫)
- Yanshui Xi (鹽水溪): Hutoupi-Reservoir (虎頭埤水庫), Yanshuipi-Reservoir (鹽水埤水庫)
- Erren Xi (二仁溪)
- Xinhuwei Xi (新虎尾溪)

## Kultur
Ein bekanntes Lied in Taiwan ist Alishan de Guniang („阿里山的姑娘“), ein Lied über die Mädchen im Alishan-Gebirge.

### Tourismus
- Alishan National Scenic Area
- Alishan Museum
- Alishan Forest Railway